# Epikureizm

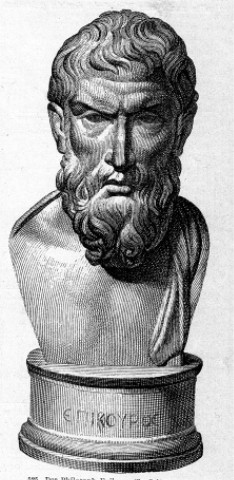
Epikur

Epikureizm – kierunek filozoficzny zapoczątkowany w starożytności przez Epikura, ok. 306 r. p.n.e., kontynuowany także w czasach nowożytnych. Podobnie jak w większości kierunków filozoficznych hellenizmu dla epikurejczyków najważniejszą dziedziną filozofii była etyka – uważali oni, że podstawowym zagadnieniem filozoficznym jest szczęście, które upatrywali w przyjemności.

## Rozwój epikureizmu
Za początek epikureizmu uważa się drugie przybycie Epikura do Aten i założenie przez niego ok. 306 p.n.e. szkoły filozoficznej – tzw. „Ogrodu” (stgr. Κῆπος, Kipos). Przy wejściu do niej umieszczono napis: Gościu, tutaj będzie ci dobrze, tutaj dobrem najwyższym jest rozkosz. Epikureizm, będący początkowo tylko szkołą filozoficzną, przekształcił się z biegiem czasu w dość elitarną, ezoteryczną sektę, która już w czasach rzymskich przyjmowała w swoje szeregi jedynie wybranych, zdrowych młodzieńców z zamożnych rodzin. Epikureizm jako szkoła filozoficzna konkurował stale ze stoicyzmem, od którego pod koniec klasycznej epoki rzymskiej okazał się mniej popularny. W czasach rozwoju chrześcijaństwa publicznie wyklęto epikureizm i samego Epikura, a jego dzieła systematycznie niszczono, jako siejące zgorszenie moralne i ateizm.
Głównymi przedstawicielami epikureizmu byli uczniowie i zwolennicy Epikura: Filodemos z Gadary, Zenon z Sydonu, Metrodoros z Lampsakos, Hermarchos z Mityleny i Lukrecjusz.
W średniowieczu i w okresie renesansu epikureizm potępiano, dopatrując się w nim immoralizmu (choć niektórzy filozofowie, jak np. Abelard, byli już wówczas świadomi, że epikureizm nie jest skrajnym hedonizmem). Zainteresowanie epikureizmem wznowił na początku XVII wieku Pierre Gassendi. Koncepcje epikurejskie z dziedziny teorii poznania wywarły duży wpływ na empiryzm Johna Locke'a i nowożytne teorie atomistyczne. Do filozofów nowożytnych, którzy niezwykle wysoko cenili Epikura, należeli Karol Marks i Fryderyk Nietzsche. Marks poświęcił swoją rozprawę doktorską filozofii przyrody Demokryta i Epikura, natomiast Nietzsche dostrzegał w epikurejskim hedonizmie rys heroiczny.

## Podstawowe założenia epikureizmu
Epikureizm jest jedną z dwóch najważniejszych antycznych filozofii życia. Dla tego sposobu filozofowania kluczowym pytaniem było jak osiągnąć szczęście w życiu doczesnym. Były to więc przede wszystkim systemy etyczne. Wszelkie inne rozważania filozoficzne z zakresu czy to teorii poznania, czy metafizyki, miały tu znaczenie drugorzędne i służyły wyłącznie do uzasadniania swoich poglądów w sprawie kluczowego pytania – jak żyć, żeby być szczęśliwym. Mimo takich założeń pierwotnych epikureizmu jego koncepcje metafizyczne, zwłaszcza w teorii poznania, miały później znaczny wpływ na filozofów niemal do czasów współczesnych.
Najbardziej oryginalne było jednak pojęcie śmierci przez Epikura. Twierdził, że nie należy bać się śmierci, bo, jak sam powiedział „dopóki jesteśmy, nie ma śmierci, a gdy ona przychodzi, nie ma nas”.

### Etyka umiarkowanego hedonizmu
Epikureizm był jako system etyczny z gruntu hedonistyczny, to jest zakładał, że szczęście równa się przyjemności i dlatego życie szczęśliwe to życie, w którym suma doznanych przyjemności jest większa niż suma cierpienia.
Z czystym hedonizmem w duchu Arystypa epikureizm nie miał jednak poza tym wiele wspólnego. Arystyp zakładał, że skoro szczęście daje doznawanie przyjemności, należy po prostu czerpać z życia tyle przyjemnych doznań ile się da, nie zważając na konsekwencje. Epikur stał na bardziej zrównoważonym stanowisku, twierdząc, że zanim skorzysta się z jakiejś przyjemności należy rozważyć, czy suma ewentualnego cierpienia, które będzie związane z osiągnięciem tej przyjemności, nie będzie większa od niej samej.
W tym celu Epikur stworzył swoją teorię różnych rodzajów przyjemności (rachunek przyjemności), które następnie usystematyzował według wartości. Za najbardziej wartościowe przyjemności uważał te, których osiągnięcie nie wymaga wysiłku i które nie są związane z przykrymi następstwami. Oto ów podział przyjemności, ułożony od najlepszych do najbardziej pożądanych:
- radość samego życia – absolutnie podstawową przyjemnością (i najbardziej cenną) jest czysta radość życia. Zdaniem Epikura, gdyby człowieka odciąć nagle od wszelkich bodźców zewnętrznych, odczuwałby on przyjemność z samego faktu istnienia.
- inne przyjemności bierne, czyli nie wymagające świadomego wysiłku – takie jak współodczuwanie radości życia innych istot, podziwianie tworów natury, niezobowiązująca przyjaźń itp.
- przyjemności czynne – czyli wymagające wysiłku w ich osiągnięciu i często też związane z przykrymi konsekwencjami. Przyjemności te dzieliły się jeszcze na:
  - duchowe – takie jak czytanie, oglądanie przedstawień teatralnych, dysputa filozoficzna itp. – które co prawda wymagają wysiłku, ale nie są raczej związane z przykrymi dolegliwościami.
  - fizyczne – takie jak jedzenie, seks itp. – które również wymagają wysiłku i są też zawsze obarczone ryzykiem fatalnych skutków ubocznych, takich jak przejedzenie czy choroby weneryczne.

Przy takim podziale przyjemności oczywiste staje się, że należy maksymalnie czerpać z przyjemności biernych, a przyjemności czynne traktować ostrożnie i zawsze rozważać, czy bilans cierpienia i przyjemności przy korzystaniu z nich nie jest negatywny.
Aby jednak móc kontrolować świadomie swoje dążenia do osiągania przyjemności czynnych, należy rozwijać w sobie cnotę panowania nad swoimi potrzebami.
Cnota ta w ujęciu Epikura, w odróżnieniu od Arystotelesa, nie była wartością samą w sobie. Miała być tylko narzędziem do osiągnięcia maksimum przyjemności i minimum cierpienia.
Epikur zauważył, że przyjemności bierne, a zwłaszcza odczuwanie czystej radości życia, nie wymagają posiadania potrzeb i są praktycznie zawsze dostępne, zaś odczuwanie przyjemności czynnych wymaga dwóch warunków:
- odczuwania potrzeby zaspokojenia jakiejś zachcianki
- warunków umożliwiających jej zaspokojenie.

Potrzeby dzielił Epikur na trzy rodzaje:
- potrzeby fizyczne wynikające z konieczności utrzymania życia – takie jak pragnienie i głód – potrzeb tych nie da się ignorować, ale należy je zaspokajać ostrożnie, tak, aby uniknąć przesycenia.
- potrzeby fizyczne nie wynikające z konieczności utrzymania życia – takie jak chciwość, pożądliwość seksualna, żądza władzy itp. – potrzeby te należało według Epikura wytłumiać, gdyż tylko niepotrzebnie narażały one na cierpienie.
- potrzeby duchowe – takie jak żądza wiedzy, ciekawość, potrzeba miłości itp. – z tego rodzaju potrzebami należało zdaniem Epikura postępować ostrożnie – jeśli istniały dogodne warunki do ich zaspokojenia, można było sobie na to pozwolić, jeśli jednak ich osiągnięcie byłoby zbyt trudne, należało je w sobie wytłumić.

Epikur zalecał zatem cieszenie się drobnymi przyjemnościami dnia codziennego, unikanie nadmiernego wysiłku, jednak bez ignorowania własnych podstawowych potrzeb, regularne i skromne odżywianie się i wreszcie, w miarę możliwości, rozwijanie własnego umysłu przez dysputy i czytanie, aby osiągnąć trzeźwy osąd rzeczywistości oraz możność rozwinięcia w sobie cnoty wytłumienia zbędnych potrzeb.
Epikur zauważył też, że w odczuwaniu przez ludzi ich naturalnej radości życia przeszkadzają rozmaite lęki, które dzisiaj określilibyśmy jako egzystencjalne.
Lęki te to:
- strach przed śmiercią
- lęk przed gniewem bogów
- lęk przed cierpieniem
- obawa przed niemożnością osiągnięcia szczęścia

Według Epikura jego filozofia jest poczwórnym lekarstwem na te choroby.

### Metafizyka – atomizm
Zdaniem Epikura problem lęku przed śmiercią i gniewem bogów rozwiewało przyjęcie atomistycznego poglądu na świat. Pogląd ten przyjął od Demokryta, znacznie go jednak rozwinął.
Epikur zgadzał się z podstawowymi tezami Demokryta, że wszystko co istnieje, stworzone jest z niezniszczalnych atomów, których rozmaite konfiguracje i układy tworzą cały widzialny świat. Aby poznać ten świat, trzeba więc poznać prawa rządzące atomami oraz ich rodzaje, gdyż poznanie ich umożliwi pełną kontrolę nad otoczeniem człowieka. Wynikało z tego, że nawet jeśli bogowie istnieją, to nie mają wpływu na rzeczywisty świat atomów, w którym my żyjemy, lecz co najwyżej „bujają gdzieś w obłokach”, nie interesując się zupełnie losem ludzi.
Do pierwotnego atomizmu Demokryta Epikur dodał wiele nowych koncepcji i teorii, po to, aby odeprzeć rozmaite zarzuty innych filozofów. Przykładem takiej modyfikacji było przyjęcie, że istnieje specjalny rodzaj atomów, które są odpowiedzialne za istnienie duszy i wszelkie zjawiska intelektualno-psychiczne. W opinii Epikura atomy te nie różniły się jednak jakościowo od innych oprócz tego, że były wyjątkowo lekkie i ruchliwe. Ciało człowieka miało być przeniknięte tymi atomami we wszystkich miejscach, choć główna ich koncentracja występowała w głowie, sercu i zmysłach.
Przy takich założeniach śmierć stawała się po prostu rozpadem atomów ciała i ich uwolnieniem do otoczenia, gdzie mogły się one zmieszać z innymi atomami i w pewnym momencie ponownie stworzyć nowe życie. Dotyczyło to też atomów duszy. Te ostatnie, jako najlżejsze i najbardziej ruchliwe, rozpierzchały się według poglądów Epikura najszybciej i dlatego człowiek nie musiał obawiać się śmierci. Jeśli bowiem jeszcze żył, to nie mógł czuć samego aktu umierania, zaś po śmierci już nie istniał i co za tym idzie, nic nie czuł. Tak więc nikt nie ma szansy odczuć swojej śmierci jako cierpienia. Tym rozważaniem Epikur starał się zażegnać lęk przed śmiercią.

### Epistemologia – konsekwentny sensualizm
Teoria poznania Epikura służy przede wszystkim rozwijaniu cnoty, rozumianej jako umiejętność racjonalnego panowania nad swoimi potrzebami lub ich jak najprostszego realizowania.
Epikur całkowicie odrzucał koncepcje platońskie, że istnieją jakieś wrodzone idee, które można poznawać na drodze dedukcji. Dla niego całe poznanie sprowadza się do analizy bodźców docierających do zmysłów, a idee są tylko ich uogólnieniami, pomagającymi myśleć i radzić sobie w życiu.
Niewątpliwie dużym osiągnięciem Epikura było staranne przeanalizowanie drogi powstawania tak rozumianych idei, która później została z niewielkimi zmianami zaadaptowana przez Johna Locke'a i jego następców. Epikur stworzył tę koncepcję poznania głównie po to, aby móc zasadnie odrzucać argumenty stoików i sceptyków.
Epikurejski schemat ludzkiego poznania przedstawiał się następująco:
- Zmysły bierne (dotyk, węch, smak) odbierają bodźce przez bezpośredni kontakt z atomami otoczenia.
- Zmysł czynny – czyli wzrok, „wysyłał” do otoczenia strumień atomów duszy, które się „odbijały” od przedmiotów i wracając do oczu generowały wrażenie ich widzenia.
- Bodźce te były w zmysłach odbierane jako wrażenia pierwotne, które były zdaniem Epikura odpowiednimi konfiguracjami atomów duszy, będącymi odpowiednikami takich samych konfiguracji zwykłych atomów w świecie zewnętrznym.
- Wrażenia pierwotne – mogą być błędne (np. możemy śnić), ale struktura naszej duszy umożliwia przez porównywanie z pamięcią innych wrażeń stwierdzenie, czy są one prawdziwe, czy też trzeba je odrzucić.
- Zaakceptowane wrażenia pierwotne stają się już pre-ideami, które następnie są porządkowane i wielokrotnie składane, aż do uzyskania uogólnionych, abstrakcyjnych pojęć, którymi możemy się już posługiwać w naszym myśleniu. Te abstrakcyjne pojęcia jednak nadal są tylko konfiguracjami atomów duszy, tyle że niemającymi już dosłownych odpowiedników w świecie zewnętrznym, lecz tylko będącymi ich dalekimi echami.

Można więc powiedzieć, że po wyczyszczeniu tego schematu z rozważań o atomach duszy, otrzymujemy klasyczny, empiryczny schemat ludzkiego poznania – bodźce – wrażenia pierwotne – idee pierwotne – idee wtórne.

## Krytyka epikureizmu
Epikureizm w czasach współczesnych Epikurowi, oprócz ataków czysto ideologicznych, był najsilniej atakowany przez stoików i sceptyków.
Sceptycy kwestionowali istnienie atomów i zauważali, że nie ma żadnych dowodów na ich istnienie, a cała konstrukcja atomistyczna kłóci się z codziennym doświadczeniem większości ludzi, którzy odbierają swoimi zmysłami materię jako substancję ciągłą.
Stoicy wytykali epikurejczykom przede wszystkim podstawową niekonsekwencję ich systemu. Stwierdzali, że jeśli wszystkim rządzą prawa mechaniki ruchów atomów, to świat staje się ściśle deterministyczny. Znając bowiem położenie i kierunek ruchu wszystkich atomów dałoby się przewidzieć jego przyszłość w najdrobniejszych szczegółach, a skoro tak, to wszyscy ludzie są ściśle zdeterminowani w swoich działaniach przez układ swoich atomów i nie ma mowy o istnieniu wolnej woli, co podważało cały sens etyki epikurejskiej.
W czasach nowożytnych epikureizm był akceptowany przez wielu ludzi w jego części etycznej, z całkowitym odrzuceniem atomizmu. Jako system etyczny epikureizm był jednak atakowany (zwłaszcza przez myślicieli chrześcijańskich) za:
- egoizm – niewątpliwie podstawą całego epikureizmu jest egoizm, czyli nacisk na pilnowanie własnego interesu, rozumianego jako dostęp do jak największej ilości przyjemności. Taka postawa życiowa oznacza jednak ignorowanie wielu spraw, które większość ludzi uważa za niezbędne do szczęśliwego życia – takich jak posiadanie rodziny, potomstwa czy pozostawanie w silnej więzi ze społeczeństwem. Utrzymanie się w stanie łagodnego, epikurejskiego egoizmu oznacza konieczność odcięcia się od swoich bliźnich murem obojętności, który na dłuższą metę unieszczęśliwia i osamotnia.
- elitaryzm – w praktyce mało kto może sobie pozwolić na życie w duchu epikurejskim. Większość ludzi jest uwikłana w walkę o przetrwanie swoje i swoich najbliższych i nie ma zbyt wiele czasu na filozoficzne dysputy, czy utrzymywanie niezobowiązujących przyjaźni. W praktyce, dla większości ludzi przyjemności „epikurejskie” to niedostępny luksus.

## Przedstawiciele epikureizmu i ich dzieła
1.  Epikur (ur. 341 r. p.n.e., zm. ok. 270 r. p.n.e.)
„Listy”,
„Sentencje”,
„Główne myśli”
1a. Ogród
- Amynomachos z Aten (spadkobierca szkoły po Epikurze)
- Metrodoros z Lampsakos – najbliższy i najwierniejszy współpracownik Epikura
- Poliajnos z Lampsakos – najbardziej ceniony[przez kogo?] filozof Ogrodu
- Arystobulos – jeden z trzech braci Epikura
- Chairedemos – jeden z braci Epikura
- Hermarchos z Mityleny – spadkobierca Ogrodu, odziedziczył bibliotekę Ogrodu, następca Epikura
- Polistratos
- Idomeneus z Lampsakos
- Kolotes z Lampsakos
- Leonteus z Lampsakos – najbardziej znany uczeń Epikura
- Menoikeus(inne języki)
- Mys – niewolnik Epikura, później wyzwolony
- Neokles – jeden z trzech braci Epikura
- Timokrates z Aten – spadkobierca Ogrodu
- Timokrates z Lampsakos – brat Metrodorosa
- Leontion – towarzyszka Metrodorosa
- Temista – żona Leonteusa
- Herodot
- Apelles
- Hippoklides
- Dionizjos – scholarcha około 200 r. p.n.e.
- Apollodoros z Aten – zwany Tyranem Ogrodu, scholarcha Ogrodu – II wiek
- Fajdros – scholarcha – I poł. I w. p.n.e. – do około 70 r. p.n.e., słuchał go Cyceron
- Patron – scholarcha do około 51 r. p.n.e.

2. Epikureizm rzymski
- Lukrecjusz (I wiek p.n.e.)

„De rerum natura” („O naturze wszechrzeczy”)
- Filiskos
- Amefiniusz
- Filodemos z Gadary

3. Upadek epikureizmu
- Diogenes z Ojnoandy (II w n.e.)

„Portyk”